# Seznam avstralskih teologov
Seznam avstralskih teologov.

## B
- Frank W. Boreham

## G
- Graeme Goldsworthy

## J
- Peter Jensen

## L
- Michael Lattke
- Bill Loader

## W
- Alan Walker (teolog)